# Hugo von und zu Lerchenfeld auf Köfering und Schönberg
Hugo Max von und zu Lerchenfeld auf Köfering und Schönberg (Köfering, 21 augustus 1871 - München, 13 april 1944) was een Duits politicus die tussen 1921 en 1922 minister-president van de Vrijstaat Beieren was.

## Biografie
Hugo Graf von und zu Lerchenfeld werd op 21 augustus 1871 in Köfering, Beieren, geboren. Hij studeerde rechten en promoveerde in 1893 tot doctor in de rechten (Dr.jur.). Van 1897 tot 1914 was hij als ambtenaar in dienst van de Beierse overheid, daarna werkte hij voor de keizerlijke rijksoverheid. Van 1915 tot 1918 werkte hij voor het Duitse bestuur in het bezette deel van Russisch Polen. Nadien werkte hij voor het rijksministerie van Buitenlandse Zaken. Na de Eerste Wereldoorlog vertegenwoordigde hij de rijksregering in de deelstaat Hessen.
Lerchenfeld was een overtuigd monarchist en tegenstander van de Weimarrepubliek. Hij sloot zich in november 1918 aan bij de kort tevoren opgerichte conservatieve en rooms-katholieke Beierse Volkspartij (Bayerische Volkspartei) die streefde naar een autonoom Beieren met aan het hoofd een telg uit het geslacht Wittelsbach.
Lerchenfeld volgde op 21 september 1921 de afgetreden Gustav Ritter von Kahr op als minister-president van Beieren. Hij werd gekozen door een coalitie van conservatieve partijen. Naast minister-president werd Von und zu Lerchenfeld ook minister van Justitie van Beieren. Tijdens zijn premierschap verkeerde Beieren in een politieke crisis toen separatisten de deelstaat los wilden maken van de rest van Duitsland. Hoewel Von und zu Lerchenfeld voorstander was van meer autonomie voor Beieren verzette hij zich tegen afscheiding. Hij onderhandelde met de rijksregering over meer autonomie voor Beieren, maar de separatisten binnen de BVP vonden dat hij niet ver genoeg ging. In november 1922 werd hij ten val gebracht.
Lerchenfeld was een gerespecteerd ambtenaar en genoot de steun van veel partijen in de Beierse Landdag, waaronder de SPD.
Na zijn premierschap was hij van 1924 tot 1926 lid van de Rijksdag voor de BVP en van 1926 tot 1931 ambassadeur van Duitsland in Wenen (Oostenrijk).
Hugo Graf von und Lerchenfeld overleed op 73-jarige leeftijd, op 13 april 1944 in München.

## Familie
Hugo von und zu Lerchenfeld was de zoon van Ludwig Graf von und zu Lerchenfeld en Clara von Bray-Steinburg. Hij was getrouwd met Ethel Wyman.